# 墾丁爪哇介
墾丁爪哇介（学名：Javanella kendengensis）为魚形介科爪哇介屬下的一个种。